# Миленко Попов
Миленко Христов Попов е виден гражданин на Белоградчик.
Роден е в гр. Берковица. Там учи в началното училище, а класно образование завършва във Видин (V клас).
След Освобождението е председател на окръжния съвет в Белоградчик. Избран е „по право“ в Учредителното събрание в Търново през 1879 г. Изявява се в групата на консерваторите. Кандидат за депутат и в изборите Първото обикновено народно събрание. През 1880 е член на Видинския окръжен съвет. Работи като адвокат.
След 1907 г. се премества да живее в Лом, където е член на адвокатската колегия в града.
Умира на 29 октомври 1940 г.